# دانشکده ادبیات و علوم انسانی دانشگاه شهید بهشتی
دانشکدهٔ ادبیات و علوم انسانی دانشگاه شهید بهشتی یکی از ۱۵ دانشکده این دانشگاه است که با نام «دانشکده زبان‌های خارجی» در سال ۱۳۴۱ تأسیس شد. این دانشکده در حال حاضر دارای ۱۲ گروه آموزشی (باستان‌شناسی، تاریخ، زبان چینی، زبان روسی، زبان و ادبیات آلمانی، زبان و ادبیات انگلیسی، زبان و ادبیات عرب، زبان و ادبیات فارسی، زبان و ادبیات فرانسه، زبان‌شناسی، علوم اجتماعی و فلسفه)، ۴ مرکز (آزفا، جاده ابریشم، لومونوسف و آزمایشگاه‌های سمعی و بصری زبان) و ۸۹ عضو هیئت‌علمی است.

## تاریخچه
دانشکدهٔ ادبیات و علوم انسانی با نام «دانشکده زبان‌های خارجی» در سال ۱۳۴۱ تأسیس شد. در آغاز با پذیرش ۴۸ دانشجو در ۴ رشته زبان و ادبیات انگلیسی، آلمانی، فرانسه و ایتالیایی آغاز به‫ کار کرد. در سال تحصیلی ۱۳۴۷–۱۳۴۸ با مورد توجه قرار گرفتن برخی رشته‌های علوم ‫انسانی و گسترش فضاهای آموزشی، تعداد گروه‌های آموزشی به ۱۰ گروه افزایش یافت: تاریخ، جغرافیا، جامعه‌‫شناسی، فلسفه، روان‫‌شناسی، زبان و ادبیات انگلیسی، زبان و ادبیات آلمانی، زبان و ادبیات فارسی، زبان و ادبیات ایتالیایی، زبان و ادبیات فرانسه. در همان سال‌ها (۱۳۴۷–۱۳۴۸) با تجدیدنظر در برنامهٔ و توسعه و تقویت اعضای هیئت‌علمی و با تنظیم برنامه‌هایی که به تصویب وزارت فرهنگ وقت رسید، نام دانشکده به‌طور رسمی به «دانشکده ادبیات و علوم انسانی» تغییر یافت. در سال ۱۳۵۶ رشته جغرافیا به دانشکده علوم زمین منتقل شد و پس از انقلاب فرهنگی، دوباره جز در مقطع کارشناسی‫‌ارشد، به دانشکده ادبیات و علوم انسانی بازگشت، اما پس از آن در سال ۱۳۶۶ با آغاز به‌‫کار مجدد دانشکدهٔ علوم ‫زمین، این رشته فعالیت خود را در دانشکده علوم زمین از سر گرفت. همچنین رشته زبان و ادبیات ایتالیایی به دانشگاه تهران و رشته روان‫‌شناسی به دانشکده علوم ‫‌تربیتی و روان‫‌شناسی انتقال یافت.
در سال ۱۳۶۲ زمینه تأسیس رشته زبان و ادبیات عربی در دانشگاه فراهم شد و در همان سال نیز اقدام به پذیرش دانشجو کرد. گروه زبان و ادبیات چینی در سال ۱۳۷۵ شکل گرفت و دانشجو پذیرفت. رشته زبان‌شناسی در سال ۱۳۷۹ و رشته‌های باستان‌شناسی و زبان روسی نیز در سال ۱۳۸۹ تأسیس شدند و هر یک به گروه‌های آموزشی تبدیل شدند.

## رشته‌ها و گرایش‌ها
در حال حاضر دانشکده ادبیات و علوم انسانی دارای ۱۲ گروه آموزشی است. دانشکده در رشته‌های زیر دانشجو می‌پذیرد:
1. باستان‌شناسی: گروه باستان‌شناسی با این رویکرد و تعریف از باستان‌شناسی به منزله انسان‌شناسی، در دانشکده ادبیات و علوم انسانی دانشگاه شهید بهشتی شکل گرفت؛ مجوز تأسیس گروه باستان‌شناسی با حمایت و همکاری گروه فلسفه پس از تصویب در دانشکده، با موافقت شورای دانشگاه در سال ۱۳۸۸ صادر شد.[۸]
2. تاریخ؛ گروه تاریخ در سال ۱۳۴۷ تأسیس شد. پذیرش دانشجو در دوره کارشناسی ارشد از سال ۱۳۶۶ به صورت غیرمتمرکز و از سال ۱۳۷۰ به صورت متمرکز آغاز شد. این گروه در حال حاضر در سه مقطع، کارشناسی، کارشناسی ارشد و دکتری دانشجو می‌پذیرد.[۹]
3. زبان چینی و شرق دور؛ گروه زبان چینی در سال ۱۳۷۴ تأسیس گردید. این گروه آموزشی با عقد قرارداد فی‌مابین دانشگاه شهید بهشتی و دانشگاه مطالعات بین‌المللی شانگهای تأسیس شد و طی قرارداد منعقده همزمان رشته زبان و ادبیات فارسی نیز در دانشگاه مذکور فعال گردید.[۱۰]
4. زبان و ادبیات روسی و اسلاوی؛ گروه روسی در سال ۱۳۸۹ تأسیس گردید و از این نظر از نوپاترین گروه‫‌های دانشکده ادبیات و علوم انسانی به‌شمار می‫‌رود. گروه زبان و ادبیات روسی و اسلاوی دارای مقطع کارشناسی است و با عنوان «زبان روسی» به دانشجویان ارائه می‌‫شود. برنامه‫‌های درسی این رشته برپایی برنامه مصوب وزارت علوم طرح‫‌ریزی شده‫ است.[۱۱]
5. زبان و ادبیات آلمانی؛ گروه زبان آلمانی در بدو شکل‌گیری دانشکدهٔ ادبیات، فعالیت خود را آغاز کرد. گروه زبان و ادبیات آلمانی دارای دو مقطع کارشناسی در گرایش «زبان و ادبیات آلمانی» و کارشناسی‌ارشد در گرایش «آموزش زبان آلمانی» است.[۱۲]
6. زبان و ادبیات انگلیسی؛ گروه زبان انگلیسی نیز در بدو شکل‌گیری دانشکدهٔ ادبیات، فعالیت خود را آغاز کرد. گروه زبان و ادبیات انگلیسی دارای مقطع کارشناسی و کارشناسی‫‌ارشد و دکتری در رشته ادبیات انگلیسی و دو مقطع کارشناسی‫‌ارشد و دکتری در رشته آموزش زبان انگلیسی است.[۱۳]
7. زبان و ادبیات عرب؛ در سال ۱۳۶۶ زمینه‌های تأسیس این گروه در دانشکده ادبیات فراهم گردید. و این گروه دوره زبان و ادبیات عربی در سه مقطع کارشناسی، کارشناسی‌‫ارشد و دکتری و تنها با یک گرایش «زبان و ادبیات عربی» دانشجو می‫‌پذیرد.[۱۴]
8. زبان و ادبیات فارسی؛ گروه زبان و ادبیات فارسی که از قدیمی‌‫ترین گروه‫‌های دانشکده ادبیات است، دارای سه مقطع کارشناسی، کارشناسی‌‫ارشد در دو گرایش «ادبیات کودک و نوجوان» و «زبان و ادبیات فارسی محض» و دکتری در دو گرایش «زبان و ادبیات فارسی محض» برای فارسی‌زبانان و «زبان و ادبیات فارسی با زمینهٔ عرفانی» برای دانشجویان خارجی است.[۱۵]
9. زبان و ادبیات فرانسه و لاتین؛ گروه زبان فرانسوی نیز همچون زبان انگلیسی و آلمانی، در بدو شکل‌گیری دانشکده فعالیت خود را آغاز کرد. گروه زبان و ادبیات فرانسه دارای دو گرایش «زبان و ادبیات فرانسه» در سه مقطع کارشناسی، کارشناسی‌‫ارشد و دکتری و «مترجمی زبان فرانسه» در مقطع کارشناسی‌‫ارشد است.[۱۶]
10. زبان‌شناسی؛ این گروه در سال ۱۳۷۹ در دانشکده ادبیات و علوم انسانی تأسیس شد. گروه زبان‌‫شناسی در دو مقطع کارشناسی‫‌ارشد و دکتری دانشجو می‫‌پذیرد.[۱۷]
11. علوم اجتماعی؛ گروه علوم اجتماعی فعالیت خود را از سال ۱۳۵۲ آغاز نمود. گروه جامعه‌شناسی دارای سه مقطع کارشناسی، کارشناسی‌ارشد و دکتری است.[۱۸]
12. فلسفه؛ گروه فلسفه در سال ۱۳۴۷ تأسیس گردید. این گروه شامل سه مقطع کارشناسی، کارشناسی‌‫ارشد و دکتری است. از آنچه در دو مقطع کارشناسی و کارشناسی‌‫ارشد تدریس می‫‌شود، می‌‫توان تحت عنوان کلی «فلسفه محض» یاد کرد.[۱۹]

### مراکز
- مرکز بین‌المللی آموزش زبان فارسی به غیر فارسی زبانان (آزفا)؛ مرکز بین‌المللی آموزش زبان فارسی دانشگاه شهید بهشتی (آزفا) در شهریور ماه سال ۱۳۹۴ پس از برگزاری هشتاد و دومین دوره دانش‌افزایی زبان و ادبیات فارسی با همکاری بنیاد سعدی، با اخذ مجوز به‌طور رسمی آغاز به کار کرد.[۲۰]
- مرکز پژوهشی جاده ابریشم؛ این مرکز پس از طی فرایندی ۴ ساله در سال ۱۳۹۸ و با همکاری کمیسیون ملی یونسکو و مرکز آموزش‌ها و پژوهش‌های بین‌المللی وزارت امور خارجه، در دانشکده ادبیات و علوم انسانی تأسیس شد.[۲۱]
- لومونوسف؛ مرکز همکاری‌های علمی و دانشگاهی جمهوری اسلامی ایران و فدراسیون روسیه (لومونوسف ـ رازی) با همکاری دانشگاه ایالتی مسکو و با تصمیم رئیس وقت دانشگاه بهشتی در سال ۱۳۹۵ تأسیس شد.[۲۲]
- آزمایشگاه‌های سمعی و بصری زبان؛ این مرکز با هدف آموزش دروس به صورت سمعی و بصری در ابتدا در سال ۱۳۸۷ مجهز به نرم‌افزارهای مربوطه شد و مجدداً در سال ۱۳۹۳ به سیستم چندمنظوره و نرم‌افزارهای به‌روز شده تجهیز گردید. این آزمایشگاه‌ها به شماره‌های ۱۱۴، ۱۱۵ و ۱۱۸ می‌باشند که هر یک به‌ترتیب مجهز به ۱۸، ۲۲ و ۲۰ دستگاه کامپیوتر است.[۲۳]
- مرکز پژوهشی رواقی[۲۴]

## کتابخانه
کتابخانه دانشکده ادبیات و علوم انسانی در سال ۱۳۴۸ تأسیس شد. تعداد کتب فارسی نزدیک به ۴۸۰۰۰ و لاتین نزدیک به ۲۳۰۰۰ است؛ کتاب‌های موجود در کتابخانه به زبان‌های فارسی، انگلیسی، فرانسوی، آلمانی، چینی، روسی و عربی، و در موضوعات مختلف ادبیات، زبانشناسی، علوم اجتماعی، فلسفه، تاریخ و باستان‌شناسی است.

## نشریات دانشکده

### مجلات
- پژوهش‌نامه نقد ادب عربی[۲۶]
- تاریخ ایران[۲۷]
- تحلیل اجتماعی[۲۸]
- دوفصل‌نامه تاریخ ادبیات[۲۹]
- دوفصل‌نامه شناخت[۳۰]
- نقد زبان و ادبیات خارجی[۳۱]
- مجله بین‌المللی میراث ایرانی[۳۲]

### فصل‌نامه‌های علمی-تخصصی
- فصل‌نامه علمی و تخصصی آستانه[۳۳]
- فصل‌نامه علمی و تخصصی خردنامه[۳۴]
- فصل‌نامه علمی و تخصصی کارنامه تاریخ[۳۵]

## نگارخانه

دانشکدهٔ ادبیات و علوم انسانی
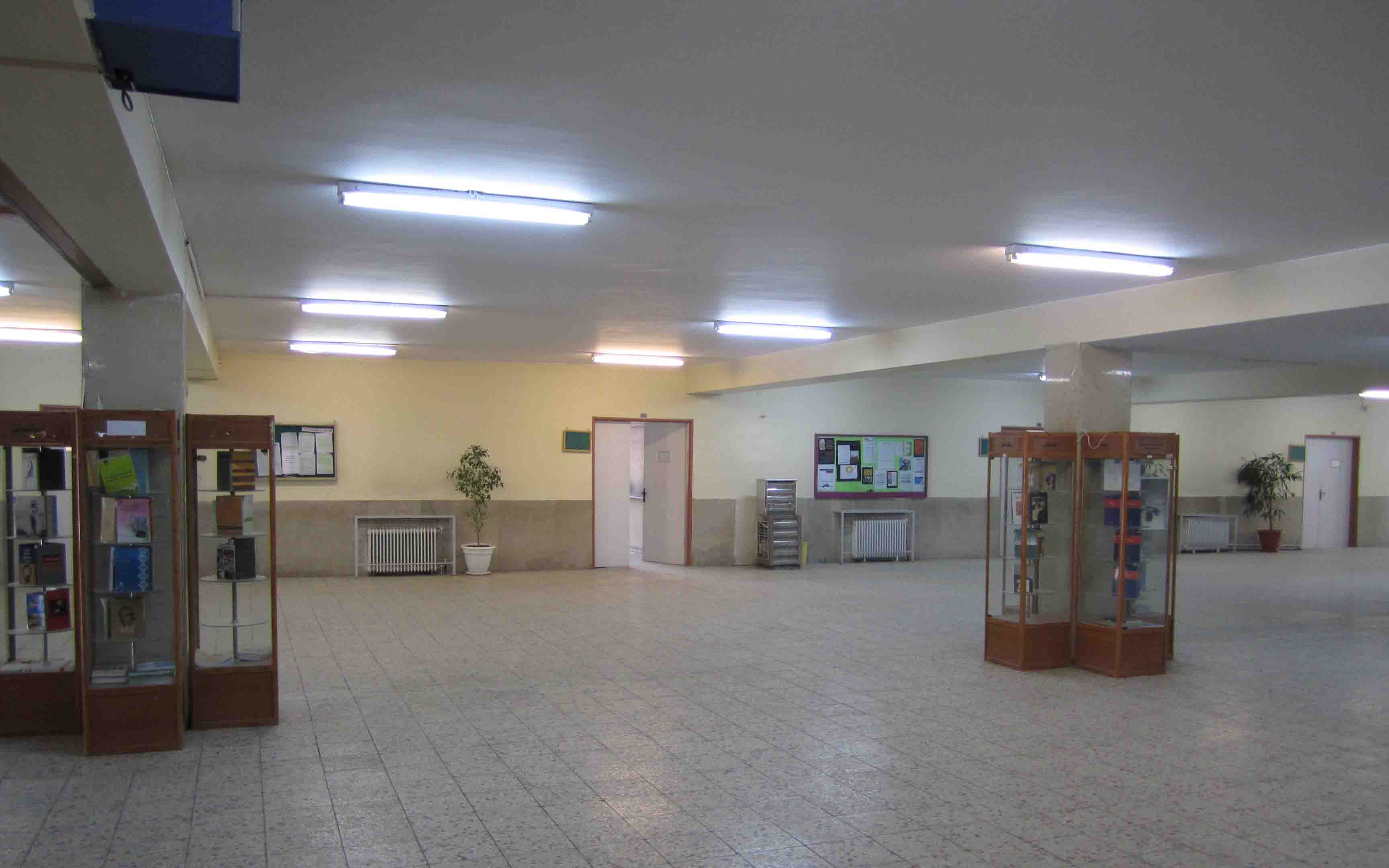
سالن همکف دانشکده ادبیات و علوم انسانی دانشگاه شهید بهشتی
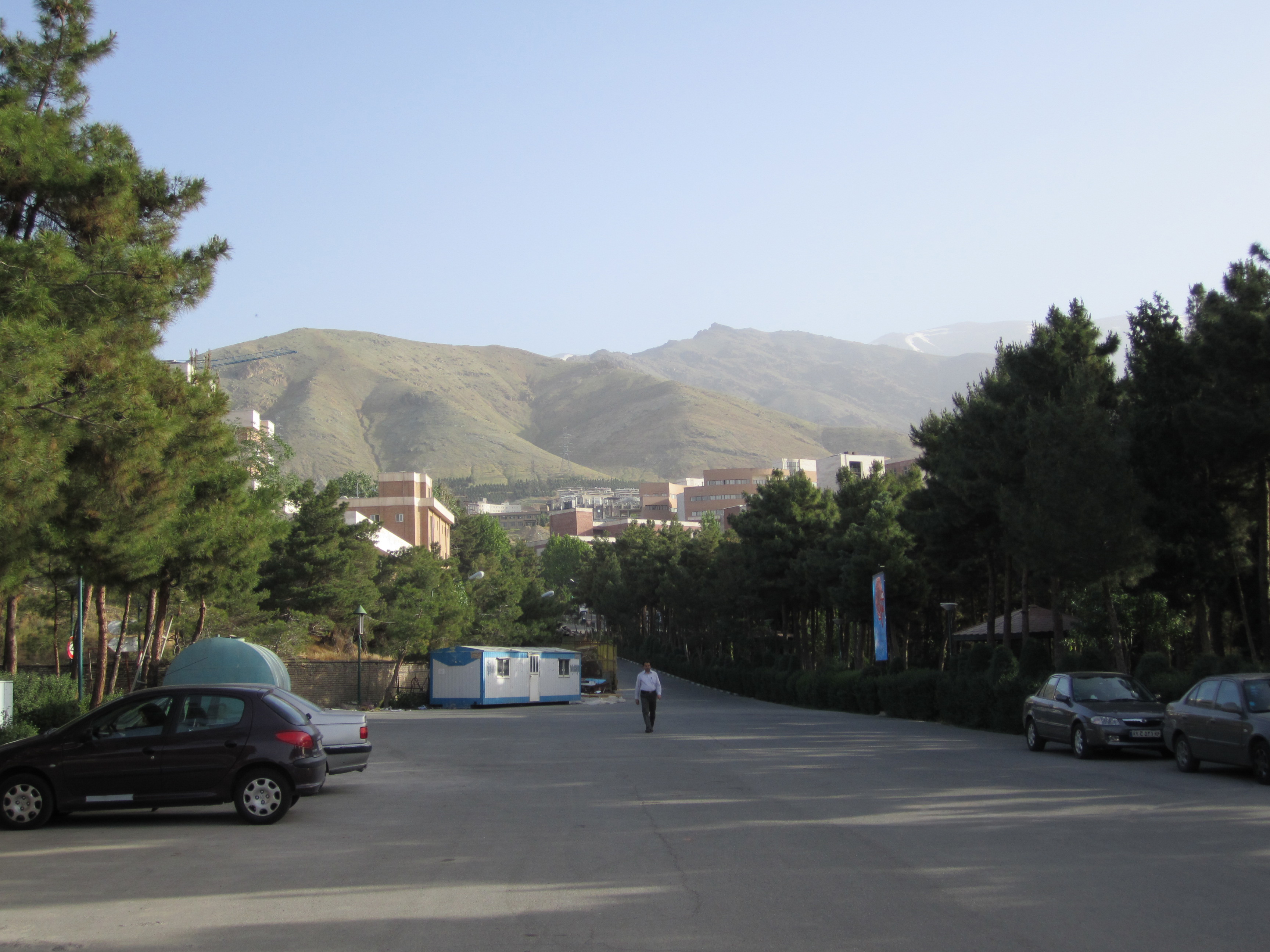
خیابان دانشکده ادبیات و علوم انسانی
منظره دامنه توچال از دانشکده ادبیات و علوم انسانی
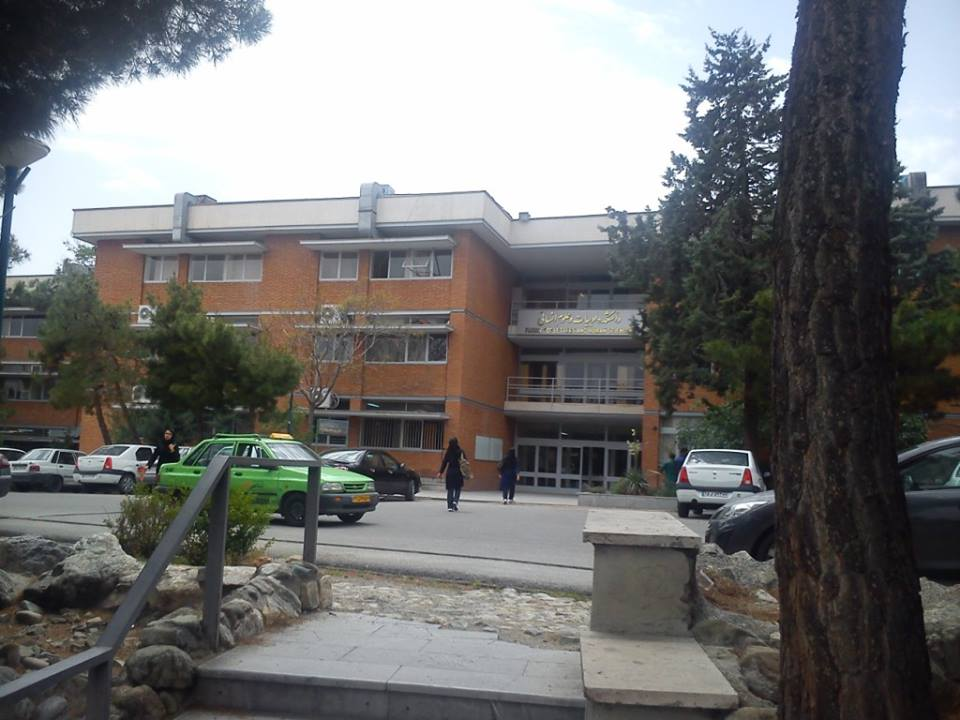
ورودی دانشکده ادبیات و علوم انسانی